# Sphérification

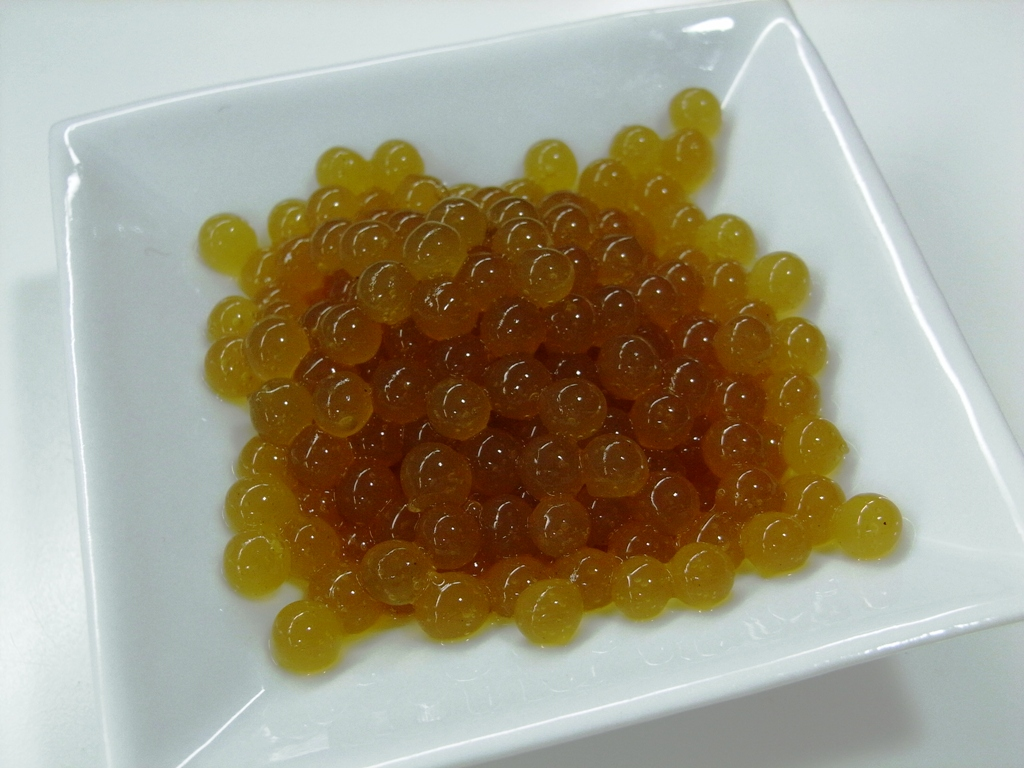
Sphérification de thé vert.

La sphérification est une technique de gastronomie moléculaire qui consiste à mettre une préparation liquide sous forme de sphères. Ces dernières, au cœur liquide et à la paroi gélifiée, sont obtenues grâce à l'alginate de sodium.